# Décès en juillet 1990
Décès
- 1986
- 1987
- 1988
- 1989
- 1990
- 1991
- 1992
- 1993
- 1994

Pour une information complémentaire, voir la page d'aide.

| Date        | Nom                       | Activités | Âge | Source |
| ----------- | ------------------------- | --- | --- | ------ |
| 1er juillet | Ivan Serov                | russe puis soviétique, premier directeur général du KGB                                                                                      | 84  | (en)   |
| 2 juillet   | Silvina Bullrich          | romancière argentine | 74  |        |
| 2 juillet   | Gabriel-Sébastien Simonet | céramiste, peintre, sculpteur et photographe français                                                                                        | 81  |        |
| 6 juillet   | Kazimierz Badowski        | militant communiste polonais | ?   |        |
| 7 juillet   | Bill Cullen               | acteur américain | 70  |        |
| 8 juillet   | Howard Duff               | acteur américain | 76  |        |
| 8 juillet   | Amélia Rey Colaço         | actrice portugaise | 92  |        |
| 9 juillet   | Hélène Boschi             | pianiste de musique classique franco-suisse                                                                                                  | 72  |        |
| 11 juillet  | Ignacio Aguirre           | peintre et graveur mexicain | 89  | (en)   |
| 16 juillet  | Miguel Muñoz              | footballeur international espagnol devenu entraîneur et sélectionneur de son pays                                                            | 68  |        |
| 16 juillet  | Valentin Pikoul           | écrivain soviétique | 62  |        |
| 18 juillet  | Yves Chaland              | dessinateur et scénariste de bande dessinée français                                                                                         | 33  |        |
| 18 juillet  | Gerry Boulet              | auteur-compositeur-interprète québécois | 44  |        |
| 21 juillet  | Eduard Streltsov          | footballeur soviétique | 53  |        |
| 21 juillet  | Sacha Pitoëff             | acteur français | 70  |        |
| 22 juillet  | Irene Ambrus              | chanteuse et actrice hongroise | 86  |        |
| 23 juillet  | Pierre Gandon             | dessinateur français et célèbre graveur de timbres-poste                                                                                     | 91  |        |
| 23 juillet  | André Guinebert           | peintre français | 88  |        |
| 24 juillet  | Pasquale Fornara          | coureur cycliste italien | 65  |        |
| 25 juillet  | Jean Fourastié            | économiste français | 83  |        |
| 26 juillet  | Leo Duyndam               | coureur cycliste néerlandais | 42  |        |
| 26 juillet  | Joseph Rey                | résistant et homme politique français, militant actif de la construction européenne et un des artisans de la réconciliation franco-allemande | 90  |        |
| 29 juillet  | Bruno Kreisky             | homme d'État autrichien | 79  |        |
| 31 juillet  | Jaume Sospedra            | footballeur espagnol | 76  | (en)   |